# Collegio elettorale di Roma - Fiumicino (Senato della Repubblica)
Il collegio Roma - Fiumicino fu un collegio elettorale uninominale della Repubblica Italiana per l'elezione del Senato della Repubblica. Apparteneva alla Circoscrizione Lazio e fu utilizzato per eleggere un senatore nella XII, XIII e XIV legislatura.
Venne istituito nel 1993 con la cosiddetta Legge Mattarella (Legge n. 276, Norme per l'elezione del Senato della Repubblica), attuata in seguito al referendum abrogativo del 1993. La legge istituì per la Camera dei deputati e per il Senato della Repubblica un sistema di elezione misto, in parte maggioritario e in parte proporzionale. Il 75% dei parlamentari dell'assemblea veniva eletto in collegi uninominali tramite sistema maggioritario a turno unico; il restante 25% al Senato veniva eletto tramite recupero proporzionale dei più votati non eletti attraverso un meccanismo di calcolo denominato scorporo, cioè sottraendo dal conteggio dei voti totali di una lista nella parte proporzionale i voti ottenuti dai candidati collegati alla medesima lista che erano eletti nei collegi uninominali con il sistema maggioritario.
Il collegio venne abolito insieme a tutti gli altri che costituivano il Senato con la promulgazione della legge elettorale successiva, la cosiddetta Legge Calderoli. Questa prevedeva un sistema proporzionale con premio di maggioranza, che al Senato veniva attribuito a livello regionale.

## Territorio
Il collegio Roma - Fiumicino era uno dei 21 collegi uninominali in cui era suddiviso il Lazio e, come previsto dal D.Lgs. del 20 dicembre 1993 n. 535, comprendeva parte del comune di Roma e il comune di Fiumicino; la capitale complessivamente contava undici collegi uninominali al Senato.

## Eletti
| Elezione | Elezione | Senatore      | Partito                    |
| -------- | -------- | ------------- | -------------------------- |
|          | 1994     | Lodovico Pace | Polo del Buon Governo (AN) |
|          | 1996     | Lodovico Pace | Polo per le Libertà (AN)   |
|          | 2001     | Lodovico Pace | Casa delle Libertà (AN)    |

## Dati elettorali

### XII legislatura
|                               | Lodovico Pace ✔️ Eletto   | Polo del Buon Governo      | 69 595  | 43,92 |  |  |  |  |  |
|                               | Vittorio Parola ✔️ Eletto | Progressisti               | 57 255  | 36,13 |  |  |  |  |  |
|                               | Bruno Lazzaro             | Patto per l'Italia         | 15 832  | 9,99  |  |  |  |  |  |
|                               | Elio Pastore              | Lista Pannella-Riformatori | 9 070   | 5,72  |  |  |  |  |  |
|                               | Luigi Giovannelli         | Verdi Federalisti          | 6 719   | 4,24  |  |  |  |  |  |
| Totale                        | Totale                    | Totale                     | 158 471 | 100   |  |  |  |  |  |
|                               |                           |                            |         |       |  |  |  |  |  |
| Voti non validi               | Voti non validi           | Voti non validi            | 7 276   | 4,39  |  |  |  |  |  |
| Votanti                       | Votanti                   | Votanti                    | 165 747 | 87,73 |  |  |  |  |  |
| Elettori                      | Elettori                  | Elettori                   | 188 936 |       |  |  |  |  |  |
|                               |                           |                            |         |       |  |  |  |  |  |
| Data: 27-28 marzo 1994        |                           |                            |         |       |  |  |  |  |  |
| Fonte: Ministero dell'interno |                           |                            |         |       |  |  |  |  |  |

### XIII legislatura
|                               | Lodovico Pace ✔️ Eletto   | Polo per le Libertà                     | 74 523  | 45,95 |  |  |  |  |  |
|                               | Vittorio Parola ✔️ Eletto | L'Ulivo                                 | 74 192  | 45,75 |  |  |  |  |  |
|                               | Alberto Spera             | Movimento Sociale Fiamma Tricolore      | 6 469   | 3,99  |  |  |  |  |  |
|                               | Romano Scozzafava         | Lista Pannella-Sgarbi                   | 4 634   | 2,86  |  |  |  |  |  |
|                               | Romano Carosi             | Socialista                              | 1 481   | 0,91  |  |  |  |  |  |
|                               | Giovanni Sansonetti       | Movimento Popolare della Moralizzazione | 870     | 0,54  |  |  |  |  |  |
| Totale                        | Totale                    | Totale                                  | 162 169 | 100   |  |  |  |  |  |
|                               |                           |                                         |         |       |  |  |  |  |  |
| Voti non validi               | Voti non validi           | Voti non validi                         | 7 955   | 4,68  |  |  |  |  |  |
| Votanti                       | Votanti                   | Votanti                                 | 170 124 | 85,51 |  |  |  |  |  |
| Elettori                      | Elettori                  | Elettori                                | 198 957 |       |  |  |  |  |  |
|                               |                           |                                         |         |       |  |  |  |  |  |
| Data: 21 aprile 1996          |                           |                                         |         |       |  |  |  |  |  |
| Fonte: Ministero dell'interno |                           |                                         |         |       |  |  |  |  |  |

### XIV legislatura
|                               | Lodovico Pace ✔️ Eletto | Casa delle Libertà                   | 77 830  | 45,21 |  |  |  |  |  |
|                               | Vittorio Parola         | L'Ulivo                              | 67 299  | 39,09 |  |  |  |  |  |
|                               | Agostino Bistarelli     | Partito della Rifondazione Comunista | 9 180   | 5,33  |  |  |  |  |  |
|                               | Giuliano Pelosi         | Lista Di Pietro                      | 4 842   | 2,81  |  |  |  |  |  |
|                               | Elio Pastore            | Lista Pannella-Bonino                | 4 178   | 2,43  |  |  |  |  |  |
|                               | Mario Russo             | Democrazia Europea                   | 4 170   | 2,42  |  |  |  |  |  |
|                               | Filippo Giannini        | Fiamma Tricolore                     | 2 524   | 1,47  |  |  |  |  |  |
|                               | Aldo Demicheli          | Fronte Nazionale                     | 1 506   | 0,87  |  |  |  |  |  |
|                               | Anna Rita Romano        | Forza Nuova                          | 624     | 0,36  |  |  |  |  |  |
| Totale                        | Totale                  | Totale                               | 172 153 | 100   |  |  |  |  |  |
|                               |                         |                                      |         |       |  |  |  |  |  |
| Voti non validi               | Voti non validi         | Voti non validi                      | 7 462   | 4,15  |  |  |  |  |  |
| Votanti                       | Votanti                 | Votanti                              | 179 615 | 80,74 |  |  |  |  |  |
| Elettori                      | Elettori                | Elettori                             | 222 458 |       |  |  |  |  |  |
|                               |                         |                                      |         |       |  |  |  |  |  |
| Data: 13 maggio 2001          |                         |                                      |         |       |  |  |  |  |  |
| Fonte: Ministero dell'interno |                         |                                      |         |       |  |  |  |  |  |